# Ambulyx johnsoni
Ambulyx johnsoni is een vlinder uit de familie van de pijlstaarten (Sphingidae). De wetenschappelijke naam van de soort werd in 1917, pro subspecie, gepubliceerd door Benjamin Preston Clark.

## Beschrijving

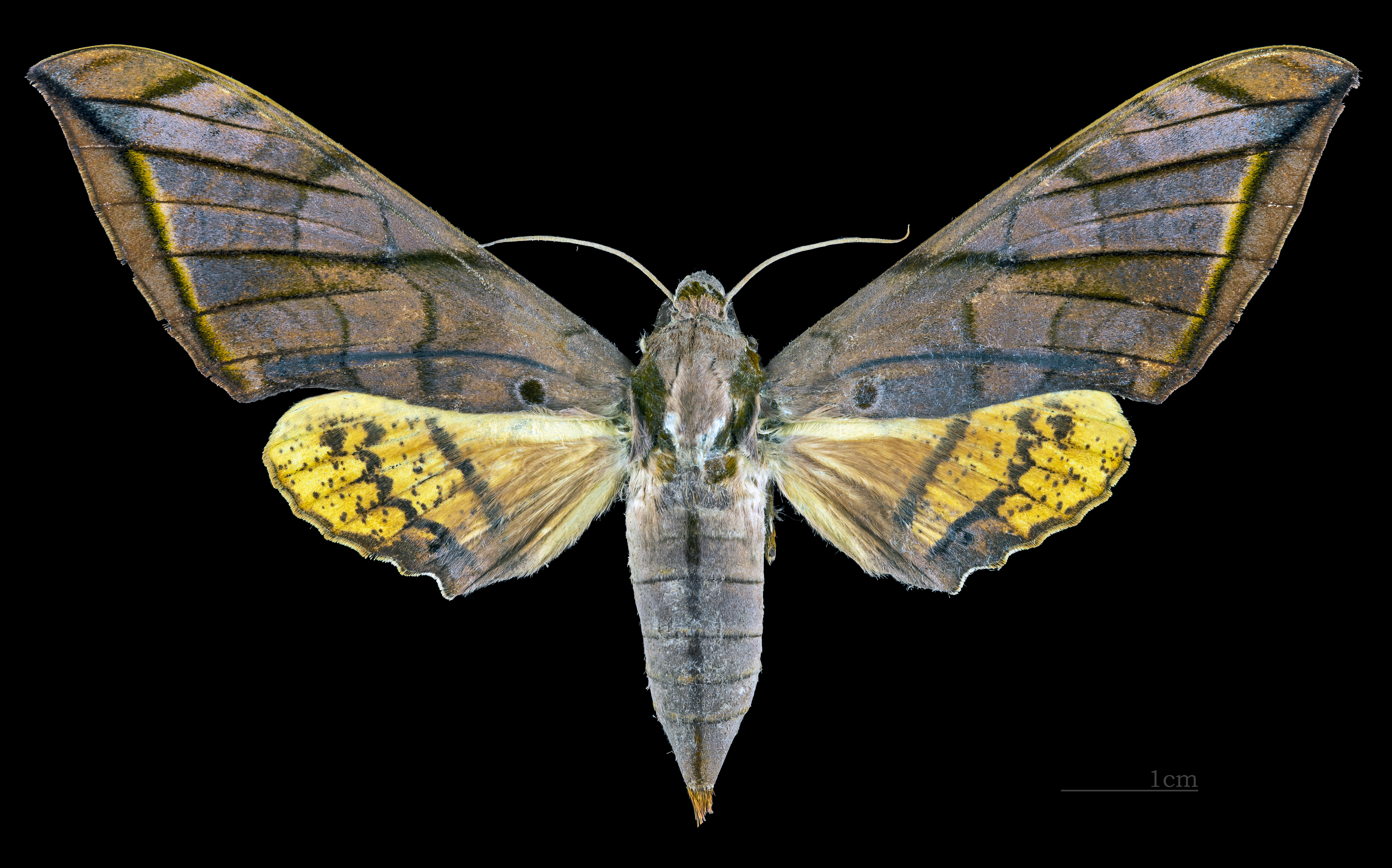
♀
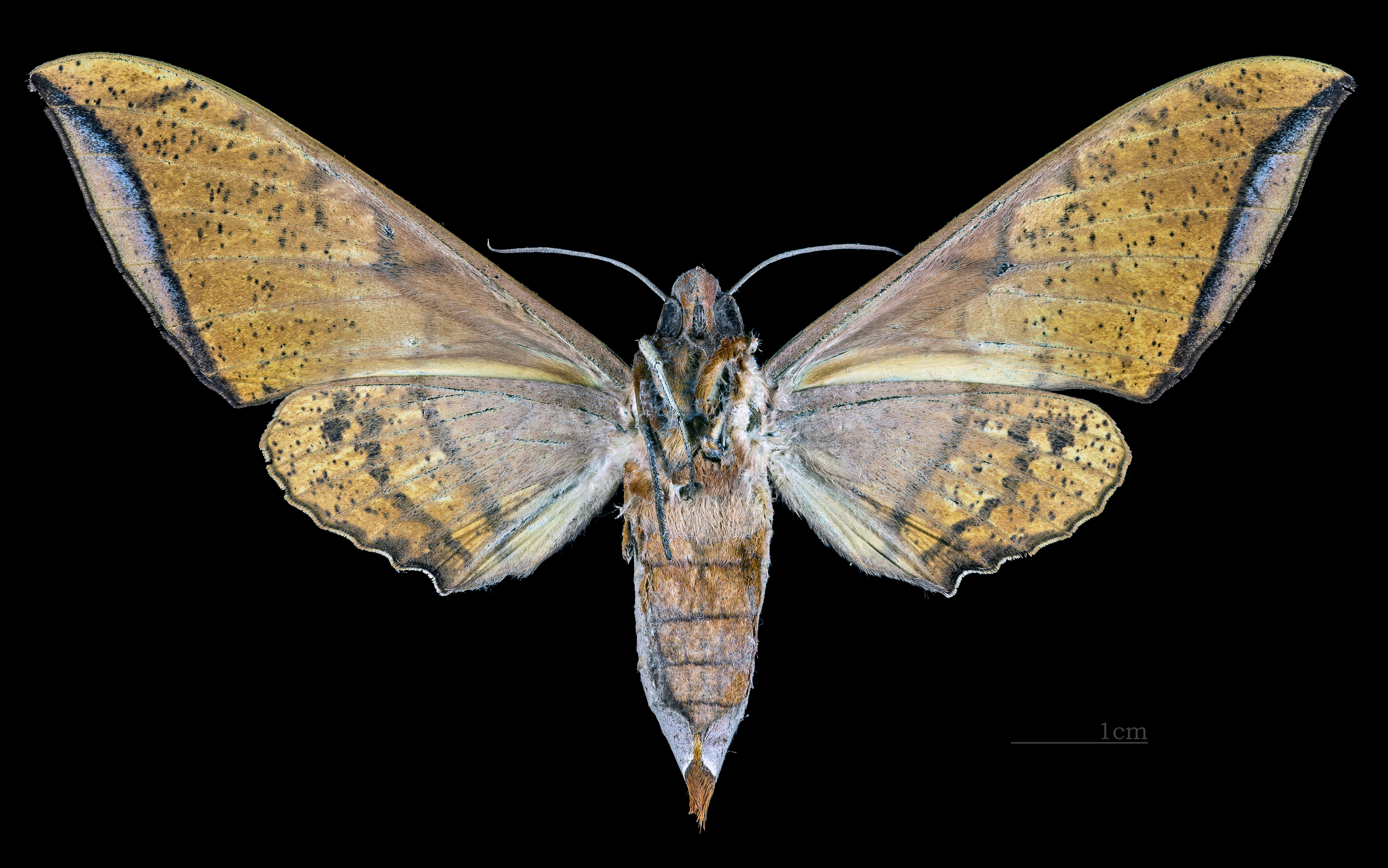
♀ △